# Antoni Długosz

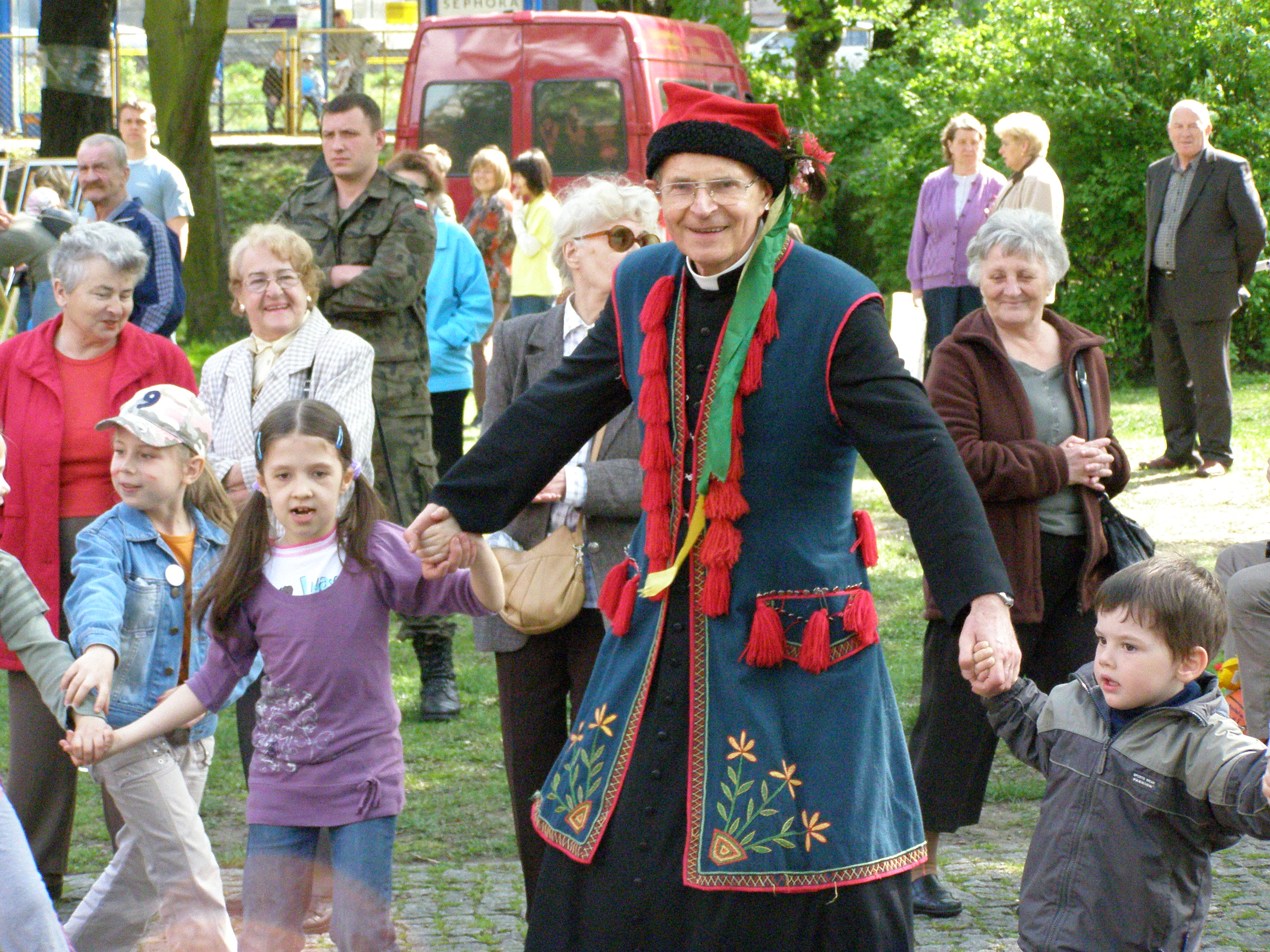
Biskup Antoni Długosz (Bydgoszcz, 2008)

Antoni Józef Długosz (ur. 18 kwietnia 1941 w Częstochowie) – polski duchowny rzymskokatolicki, doktor habilitowany nauk teologicznych, biskup pomocniczy częstochowski w latach 1994–2016, od 2016 biskup pomocniczy senior archidiecezji częstochowskiej.

## Życiorys
Urodził się 18 kwietnia 1941 w Częstochowie. Ukończył tamtejsze II Liceum Ogólnokształcące im. Romualda Traugutta. W latach 1959–1965 studiował w Częstochowskim Wyższym Seminarium Duchownym w Krakowie. Święceń prezbiteratu udzielił mu 20 czerwca 1965 w katedrze częstochowskiej miejscowy biskup diecezjalny Stefan Bareła. Inkardynowany został do diecezji częstochowskiej. W latach 1968–1971 odbył studia specjalistyczne w zakresie biblistyki na Akademii Teologii Katolickiej w Warszawie ukończone z magisterium. Na tej samej uczelni w latach 1973–1976 pogłębiał specjalizację w dziedzinie katechetyki, po czym uzyskał doktorat na podstawie dysertacji Opowieść o Gedeonie (Sdz 6–8), w świetle współczesnej teologii biblijnej. Habilitował się w 1994 w Papieskiej Akademii Teologicznej w Krakowie, przedkładając rozprawę Katechetyczne przesłanie znaków Starego Testamentu.
Był wikariuszem w parafiach: Zesłania Ducha Świętego w Wieruszowie (1965–1966), św. Apostołów Piotra i Pawła w Sosnowcu (1966–1968), św. Lamberta w Radomsku (1968 i 1971–1972). Od 1972 pełnił funkcję wizytatora katechizacji w Wydziale Katechetycznym Kurii Diecezjalnej w Częstochowie. Został kierownikiem ośrodka rehabilitacyjnego „Betania”, zajmującego się duszpasterstwem dzieci specjalnej troski i młodzieży uzależnionej.
W 1972 rozpoczął prowadzenie wykładów z biblistyki w Studium Katechetycznym w Częstochowie. W 1975 został wykładowcą katechetyki w Częstochowskim Wyższym Seminarium Duchownym w Krakowie. Tego samego przedmiotu nauczał w latach 1977–1979 w Krakowskim Metropolitalnym Seminarium Duchownym. Został wykładowcą katechetyki także w Instytucie Teologicznym w Częstochowie, Sosnowieckim Wyższym Seminarium Duchownym w Krakowie, Kolegium Teologicznym w Sosnowcu i Wyższej Szkole Filozoficzno-Pedagogicznej „Ignatianum” w Krakowie. Od 1993 był dyrektorem i wykładowcą Kolegium Teologicznego w Częstochowie. Napisał ponad 60 publikacji naukowych i książek na temat katechetyki i biblistyki.
18 grudnia 1993 został mianowany biskupem pomocniczym archidiecezji częstochowskiej ze stolicą tytularną Aggar. Święcenia biskupie otrzymał 6 stycznia 1994 w bazylice św. Piotra w Rzymie. Udzielił mu ich papież Jan Paweł II, któremu asystowali arcybiskup Giovanni Battista Re, substytut ds. Ogólnych Sekretariatu Stanu, i arcybiskup Josip Uhač, sekretarz Kongregacji ds. Ewangelizacji Narodów. Jako dewizę biskupią przyjął słowo „Servire” (Służyć). W diecezji objął urząd wikariusza generalnego. 7 maja 2016 papież Franciszek przyjął jego rezygnację z obowiązków biskupa pomocniczego częstochowskiego.
W ramach Konferencji Episkopatu Polski został delegatem ds. Ruchu „Wiara i Światło” oraz Stowarzyszenia „Arka”, a także delegatem ds. Młodzieży Nieprzystosowanej Społecznie. W 2000 był współkonsekratorem podczas sakry biskupa pomocniczego częstochowskiego Jana Wątroby.
Został prowadzącym programy Ziarno w Telewizji Polskiej i Kropelka radości na antenie Telewizji Trwam. Nagrał płyty z piosenkami, występował z koncertami. Szerszą rozpoznawalność zdobył dzięki utworowi Chrześcijanin tańczy, wielokrotnie odtwarzanemu w internecie, który przez innych twórców wiele razy był przerabiany i prezentowany w nowych aranżacjach. Autor książek dla dzieci.

## Odznaczenia
W 2016 prezydent RP Andrzej Duda nadał mu Krzyż Kawalerski Orderu Odrodzenia Polski. W 2017 przyznano mu Srebrny Medal „Zasłużony Kulturze Gloria Artis”.
W 2007 na wniosek częstochowskich dzieci otrzymał Order Uśmiechu, a w 2018 rzecznik praw dziecka Marek Michalak odznaczył go Odznaką Honorową za Zasługi dla Ochrony Praw Dziecka.